# Lagunilla del Jubera
Lagunilla del Jubera – gmina w Hiszpanii, w prowincji La Rioja, w La Rioja, o powierzchni 34,3 km². W 2011 roku gmina liczyła 327 mieszkańców.